# Fabián Ríos
 (juin 2016).
Si vous disposez d'ouvrages ou d'articles de référence ou si vous connaissez des sites web de qualité traitant du thème abordé ici, merci de compléter l'article en donnant les références utiles à sa vérifiabilité et en les liant à la section « Notes et références ».
Fabián Ríos, né le 5 juillet 1980 à Curití (Santander (Colombie)), est un acteur colombien.

## Biographie
Dès son plus jeune âge, il quitte son village. En arrivant à Bucaramanga, il commence des études d'acteur et rapidement, s'est lancé dans le mannequinat, ce que lui a permis de signer plusieurs contrats et de soutenir sa famille.
En 2005, il incarne Antonio Vaquero dans Padres e Hijos.
Pour RCN, en 2007, il a de nouveau joué un antagoniste dans la version colombienne de Floricienta, puis a rejoint le casting de Zona Rosa.
En 2008, il rejoint le casting de Sin senos no hay paraíso pour la chaîne Telemundo avec Carmen Villalobos et Catherine Siachoque, interprétant le rôle d'Albeiro Marín. En 2009, il a été embauché par la MRC pour jouer dans Doña Bella avec Zharick León, Marcelo Buquet et Stephanie Cayo.
Il a signé en 2010 un contrat d'exclusivité avec Telemundo afin d'être le principal antagoniste de la telenovela américaine El fantasma de Elena avec Elizabeth Gutiérrez, Segundo Cernadas, et Ana Layevska.
En 2011, il a joué dans Los herederos Del Monte avec Marlene Favela et Mario Cimarro et dans Mi corazón insiste avec Jencarlos Canela, Ana Layevska et Carmen Villalobos. Il faisait également partie du panel de jury dans le concours Miss Univers Puerto Rico 2012 sur Telemundo Porto Rico. L'année suivante, il a joué dans Corazón valiente en interprétant le rôle de Willy del Castillo, avec Ximena Duque, Aylin Mujica, Manuel Landeta, Adriana Fonseca et José Luis Reséndez. Ce rôle lui a valu deux prix aux Premios Tu Mundo 2012 : Meilleur couple et meilleur baiser avec l'actrice Ximena Duque.
En 2013, il a joué de nouveau un rôle d'antagoniste dans Dama y obrero puis, en 2014, apparaît dans la deuxième saison de l'émission Top Chef Estrellas.
En 2014-2015, il apparaît dans la telenovela Tierra de reyes de Telemundo en tant qu'antagoniste.
Depuis 2016, il interprète de nouveau le rôle d'Albeiro Marín dans Sin senos sí hay paraíso / El final del paraíso qui est la suite de Sin senos no hay paraiso (2008-2009).
En 2017, il a fait une courte apparition dans la telenovela La fan sur Telemundo.

## Filmographie
- 2019 : El final del paraíso : Albeiro Marín
- 2017 : La fan : Guillermo "Willy" del Castillo
- 2016-2018 : Sin senos sí hay paraíso : Albeiro Marín[1]
- 2014 : Tierra de reyes : Leonardo Montalvo
- 2013 : Dama y obrero : Tomás Villamayor
- 2012-2013 : Corazón valiente : Guillermo "Willy" del Castillo
- 2011 : Mi corazón insiste : Ángel Melendez
- 2011 : Los herederos del Monte : Gaspar del Monte
- 2010 : El fantasma de Elena : Montecristo Palacios
- 2010 : Doña Bella : Antonio Segovia
- 2008-2009 : Sin senos no hay paraíso : Albeiro Marín
- 2007 : Zona Rosa  : Fernando Orozco
- 2006 : Floricienta : Pedro
- 2005 : Padres e hijos : Antonio Vaquero
- 2003 : Télé-Rodrigo (El auténtico Rodrigo Leal) : Jackson
- 2002 : Siete veces Amada : Romero